# Bezifferung

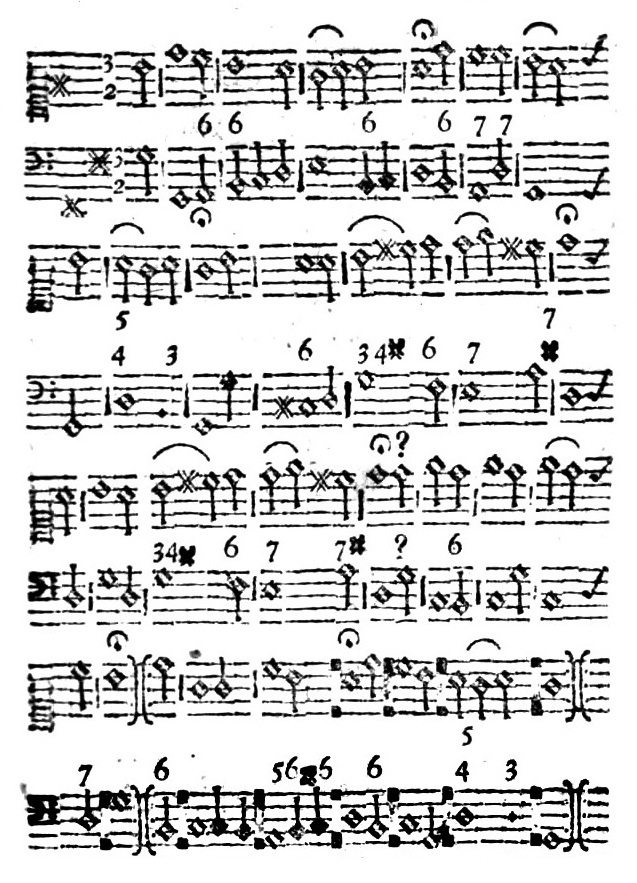
Macht hoch die Tür, Melodie mit beziffertem Bass im Freylinghausenschen Gesangbuch 1734

Bezifferung nennt man in der musikalischen Notation der Generalbass-Praxis die Zahlen und Zeichen, die einer Basslinie beigefügt sind, um darüberliegende Oberstimmen anzuzeigen. Diese Oberstimmen muss ein Generalbass-Spieler als harmonisch-akkordische Ergänzung der Bass-Stimme spielen.
Es handelt sich bei der Generalbass-Bezifferung um eine reine Intervall-Schrift, deren Zahlen die Abstände der Oberstimmen zur Bass-Stimme angeben. Während der Generalbass jeden Klang allein von seinem Basston aus betrachtet und nach den Intervallen benennt, die die Oberstimmen im Verhältnis zum Bass haben, betrachtet die Akkordlehre einen Klang von seinem Grundton aus, der keinesfalls immer im Bass liegen muss. Die Kenntnis des Grundtons ist im Generalbass jedoch praktisch bedeutungslos.
Beispiele und besondere Regeln:
| Symbol                                                     | Bedeutung |
| ---------------------------------------------------------- | --- |
| Dreiklänge:                                                | |
| (kein Symbol)                                              | Ist dem Basston kein Symbol beigefügt, werden grundsätzlich Terz (3) und Quinte (5) ergänzt, sodass sich ein Dreiklang in Grundstellung ergibt. |
| ♯                                                          | Alterations-Zeichen wie Kreuz, Be und Auflösungszeichen stehen entweder alleine und beziehen sich dann prinzipiell auf die Terz zum Basston oder aber in Verbindung mit Ziffern und beziehen sich dann auf diese. Ohne Alterationszeichen werden leitereigene Intervalle gespielt. Statt des ♯ werden die Ziffern auch durchgestrichen, um eine halbtönige Erhöhung anzuzeigen. |
| ♭                                                          | Alterations-Zeichen wie Kreuz, Be und Auflösungszeichen stehen entweder alleine und beziehen sich dann prinzipiell auf die Terz zum Basston oder aber in Verbindung mit Ziffern und beziehen sich dann auf diese. Ohne Alterationszeichen werden leitereigene Intervalle gespielt. Statt des ♯ werden die Ziffern auch durchgestrichen, um eine halbtönige Erhöhung anzuzeigen. |
| ♮                                                          | Alterations-Zeichen wie Kreuz, Be und Auflösungszeichen stehen entweder alleine und beziehen sich dann prinzipiell auf die Terz zum Basston oder aber in Verbindung mit Ziffern und beziehen sich dann auf diese. Ohne Alterationszeichen werden leitereigene Intervalle gespielt. Statt des ♯ werden die Ziffern auch durchgestrichen, um eine halbtönige Erhöhung anzuzeigen. |
| 5                                                          | Eine 5 expliziert die (selbstverständliche) Quinte zum Basston. Sie findet Verwendung, wenn diese Quinte alteriert oder vorgehalten wird. |
| 6                                                          | Eine 6 zeigt an, dass zur selbstverständlichen Terz (3) nun die Sexte statt der Quinte (5) zum Basston ergänzt werden, sodass sich ein sogenannter Sextakkord ("Terzsextakkord") ergibt. Diesen Sextakkord betrachtet die Akkordlehre als 1. Umkehrung eines Dreiklangs, bei dem der Terzton im Bass liegt.                                                                     |
| {\displaystyle {\begin{smallmatrix}6\\4\end{smallmatrix}}} | Eine 4 und 6 zeigen an, dass statt Terz und Quinte nun Quarte und Sexte über dem Basston erklingen sollen. Dies kann in Form eines Quart-Sext-Vorhalts, Quart-Sext-Wechsels oder eines eigenständigen Quartsextakkords geschehen. Die Akkordlehre betracht den Quartsextakkord als 2. Umkehrung eines Dreiklangs, bei dem der Quintton im Bass liegt.                           |
| Vierklänge:                                                | |
| 7                                                          | Eine 7 zeigt an, dass zusätzlich zu den selbstverständlichen Intervallen Terz und Quinte noch eine Septime erklingen soll, sodass ein Septakkord in Grundstellung entsteht. |
| {\displaystyle {\begin{smallmatrix}6\\5\end{smallmatrix}}} | 5 und 6 zeigen an, dass zur selbstverständlichen Terz noch Quinte UND Sexte erklingen sollen. Der entstehende Quintsextakkord wird von der Akkordlehre als 1. Umkehrung eines Vierklangs betrachtet, bei dem der Terzton im Bass liegt. |
| {\displaystyle {\begin{smallmatrix}4\\3\end{smallmatrix}}} | 3 und 4 zeigen an, dass gleichzeitig Terz, Quarte und Sexte zum Basston erklingen sollen. Der entstehende Terzquartakkord (Terzquartsext-Akkord) wird von der Akkordlehre als 2. Umkehrung eines Vierklangs betrachtet, bei dem der Quintton im Bass liegt. |
| 2                                                          | Eine 2 zeigt an, dass über dem Basston Sekunde, Quarte und Sexte zu spielen sind. Der entstehende Sekundakkord ("Sekundquartsextakkord") wird von der Akkordlehre als 3. Umkehrung eines Vierklangs betrachtet, bei dem der Septimton im Bass liegt. |
| Sonstiges:                                                 | |
| 4                                                          | Eine 4 zeigt an, dass statt der Terz die Quarte zum Basston zu spielen ist, zusammen mit der Quinte. Meist bildet die Quarte einen Vorhalt, der sich noch zur Terz auflöst, was mit "4-3" beziffert wird. |
| {\displaystyle {\begin{smallmatrix}5\\2\end{smallmatrix}}} | Eine 2 und 5 zeigen an, dass statt Terz und Quinte nun Sekunde und Quinte über dem Basston erklingen sollen. In den meisten Fällen schreitet der Bass danach sekundweise abwärts und trägt dann bei unveränderten Oberstimmen einen Sextakkord über sich, sodass die Akkordlehre diese Klangverbindung als Quart-Vorhalt im Bass interpretiert.                                 |
| —                                                          | Der waagerechte Strich zeigt an, dass sich die Oberstimmen nicht verändern, sondern auf der vorigen Harmonie verharren sollen. |
| 0 oder t. s.                                               | tasto solo bedeutet, dass keine Akkorde, sondern alleine die Bass-Stimme erklingen soll, ggf. im Unisono in der höheren Oktave. |